# Modimolle
Modimolle è una città del Sudafrica facente parte della Provincia del Limpopo. Situata nella Municipalità locale di Modimolle è la sede amministrativa della Municipalità distrettuale di Waterberg. Il nome originario era Nylstroom  cambiato poi in Modimolle nel 2002.
Il significato del nome della città, secondo alcuni è Luogo degli spiriti, secondo altri è Gli spiriti hanno mangiato.

## Collocazione
Modimolle è situata a 12 km dall'autostrada N1 tra le città di Bela-Bela (ex Warmbaths) e Mookgopong (Ex Naboomspruit), a 135 km a nord di Pretoria e 120 km a sud di Polokwane.

## Storia
La città fu fondata, nel 1866, da un gruppo di Voortrekkers, appartenenti ad un gruppo religioso chiamato Jerusalem Trekkers, che nel tentativo di raggiungere Gerusalemme credette erroneamente di aver raggiunto l'Egitto, e diede il nome Nylstroom all'insediamento che  fu creato. 
Nel 1901, durante la Seconda guerra boera, fu insediato un campo di prigionia in cui morirono 550 persone tra donne e bambini.
L'ex primo ministro JG Strijdom si stabilì in questa città durante gli ultimi venti anni della sua vita e la sua casa è stata trasformata in un museo ed è considerata patrimonio nazionale.

## Economia
Modimolle è il maggiore centro commerciale di tutto il distretto. L'agricoltura, l'allevamento e il turismo sono le principali fonti economiche della città. L'agricoltura è incentrata sulla produzione di uva da tavola, pesche e angurie.

### Turismo
Le principali attrazioni turistiche sono:
- La diga di Donkerpoort situata a 11 km dalla città dove è possibile pescare carpe, abramidi, persici trota e barbi.
- Museo di Modimolle dove viene raccontata la storia della città. Si trova in quella che fu la casa di JG Strijdom uno dei maggiori leader dell'Apartheid.
- Biosfera del Waterberg (The Waterberg Biosphere). Riserva naturale della catena montuosa del Waterberg
- Riserva naturale di Nylsvlei. Riserva naturale situata tra Phagameng e Mookgopong in una pianura alluvionale in cui si possono osservare moltissime specie di uccelli.
- La vecchia locomotiva. La locomotiva originale con inciso il nome di Nylstroom, utilizzata nel 1898 dopo il completamento del tratto ferroviario tra Pretoria e Nylstroom.
- Antica Chiesa. Una vecchia chiesa riformata olandese costruita nel 1889 ed utilizzata come ospedale durante la Seconda guerra boera (1899-1902)